# Velen
Pour l’article homonyme, voir Velen (Warcraft).
Velen est une commune de Rhénanie-du-Nord-Westphalie (Allemagne), située dans l’arrondissement de Borken, dans le district de Münster.

## Personnalités
Klaus Balkenhol (1939-), cavalier et entraîneur de dressage, champion olympique.